# Jesenice, Brežice
Jesenice so naselje v Občini Brežice.

## Prebivalstvo
Etnična sestava 1991:
- Slovenci: 177 (83,9 %)
- Hrvati: 31 (14,7 %)
- Neznano: 1
- Regionalno opredeljeni: 1